# Eliza McCartney
Eliza McCartney (* 11. Dezember 1996 in Auckland) ist eine neuseeländische Leichtathletin, die sich auf den Stabhochsprung spezialisiert.

## Sportliche Laufbahn
Eliza McCartney begann im Alter von 14 Jahren mit dem Stabhochsprung und nahm 2013 an den Jugendweltmeisterschaften in Donezk teil und belegte dort mit 4,05 m den vierten Platz.
2014 erfolgte die Teilnahme an den Juniorenweltmeisterschaften in Eugene, bei denen sie mit einem neuen Landesrekord von 4,45 m die Bronzemedaille gewann.
Ein Jahr später gewann die Studentin der Universität Auckland mit 4,40 m die Silbermedaille bei der Sommer-Universiade im südkoreanischen Gwangju. Im Dezember sprang sie in Auckland 4,64 m und stellte damit einen neuen Juniorinnenweltrekord auf und qualifizierte sich damit für die Hallenweltmeisterschaften in Portland, bei denen sie mit 4,70 m im Finale den fünften Platz belegte.
Im Sommer qualifizierte sie sich für die Olympischen Spiele in Rio de Janeiro und gewann dort mit 4,80 m die Bronzemedaille hinter der US-Amerikanerin Sandi Morris. Damit ist sie (Stand 2018) die jüngste Medaillengewinnerin im Stabhochsprung bei Olympischen Spielen.
2017 verbesserte McCartney ihre Bestmarke auf 4,82 m und wurde damit zur alleinigen Ozeanienrekordhalterin. Sie qualifizierte sich für die Weltmeisterschaften in London, bei denen sie mit 4,55 m im Finale den neunten Platz belegte.
2018 qualifizierte sie sich für die Hallenweltmeisterschaften in Birmingham und verbesserte dort ihren Hallenrekord auf 4,75 m und belegte damit den vierten Rang. Anschließend nahm sie erstmals an den Commonwealth Games im australischen Gold Coast teil und gewann dort mit 4,70 m die Silbermedaille hinter der Kanadierin Alysha Newman.
2016 und 2017 wurde McCartney neuseeländische Meisterin im Stabhochsprung.
Nach langer Verletzungszeit gewann sie 2024 bei den Hallenweltmeisterschaften in Glasgow die Silbermedaille.

## Persönliche Bestleistungen
- Hochsprung: 1,70 m, 2. April 2011 in Hamilton
- Stabhochsprung: 4,94 m, 17. Juli 2018 in Jockgrim (Ozeanienrekord)
  - Stabhochsprung (Halle): 4,80 m, 2. März 2024 in Glasgow (Neuseeländischer Rekord)